# Cao Bao
Cao Bao (?-196) Vassal de Tao Qian. Lorsque Cao Cao envoya Xiahou Dun envahir la province de Xu pour venger la mort de son père, il se porte volontaire pour affronter l’armée de Cao Cao et oppose les troupes de Xiahou Dun. Plus tard, en 194, il devient officier militaire pour Liu Bei.
Sa fille épousa Lü Bu faisant de lui son beau-fils.
Lors d’un banquet dans la ville de Xuzhou, il est fouetté par Zhang Fei pour avoir refusé de boire du vin. Afin de se venger, il envoie une lettre à Lu Bu, lui recommandant d’attaquer Xuzhou, en faisant mention de l’état d’ivresse dans lequel se trouvait Zhang Fei. Conséquemment, il ouvre les portes de la ville, permettant à Lu Bu d’en prendre le contrôle et pourchasse Zhang Fei. Mais ce dernier engage Cao Bao près de la douve de la ville et le blesse gravement au dos. Cao Bao tombe dans la douve et meurt noyé.